# Rascom-QAF 1
Rascom-QAF 1 (auch Rascom 1) ist ein defekter Kommunikationssatellit, der am 21. Dezember 2007 zusammen mit Horizons 2 mit einer Ariane-5GS-Rakete vom Weltraumbahnhof Kourou aus in eine geostationäre Umlaufbahn gestartet worden war. Er sollte als erster Satellit ganz Afrika vernetzen und wurde durch die Rascom (Regional African Satellite Communication Organization) betrieben.
Rascom-QAF 1 basiert auf der Spacebus4000B3-Plattform von Thales Alenia Space und verfügt über zwölf Ku-Band- und acht C-Band-Transponder. Mit diesen sollten verschiedene Telekommunikationsdienste (Fernsehen, Telefon, Internet) für ganz Afrika angeboten werden.
Rascom-QAF 1 erlitt nach dem Start ein Helium-Leck im Antriebssystem, was dazu führte, dass der Satellit zunächst über einen Monat im geostationären Transferorbit belassen wurde. Als er Ende Januar 2008 schließlich die geostationäre Umlaufbahn erreichte, hatte sich die Lebensdauer des Satelliten von fünfzehn auf nur zwei Jahre verringert. Nach der Inbetriebnahme des Ersatzsatelliten  RASCOM-QAF 1R wurde er im Oktober 2010 in einen Friedhofsorbit verlegt.